# Primera B Metropolitana 2025
La Primera B Metropolitana 2025 sarà la 94ª edizione del campionato argentino di calcio di terza divisione riservato alle squadre direttamente affiliate alla AFA. Il torneo, che ha preso avvio il 7 febbraio 2025 e si concluderà nel dicembre dello stesso anno, vedrà la partecipazione di 21 squadre.

## Stagione

### Novità
Con la promozione di due squadre in Primera B Nacional (Colegiales e Los Andes), la Primera B Metropolitana nel 2025 vede la partecipazione di una squadra in meno rispetto alla stagione precedente, ovvero 21. Ad aggregarsi al campionato in questa stagione è una sola squadra:
- Real Pilar (vincitore della Primera C 2024)
- Brown (A) (retrocessa dalla Primera B Nacional 2024)

### Formato
Le 21 squadre partecipanti si scontrano in un girone di andata e ritorno, dove entrambi i gironi costituiscono due tornei separati, denominati rispettivamente Torneo Apertura e Torneo Clausura. Le squadre vincitrici di entrambi i tornei si sfidano in una finale per consacrare la squadra campione, la quale ottiene anche la promozione in Primera B Nacional. Nel caso in cui la stessa squadra vinca entrambi i tornei, il regolamento prevede l'automatica proclamazione di quest'ultima come campione e la sua promozione.
Per determinare la seconda squadra promossa in Primera B Nacional alla fine dei due tornei viene disputato un Torneo reducido ad eliminazione diretta, a cui accedono le 6 squadre meglio classificate nella Tabla anual (ovvero la classifica che tiene conto del punteggio ottenuto da ogni squadra in entrambi i tornei Apertura e Clausura), ad esclusione della squadra campione e della squadra uscita sconfitta dalla finale. La squadra vincitrice del Torneo reducido ottiene la seconda promozione in Primera B Nacional.
A retrocedere in Primera C sono le due squadre che occupano gli ultimi due posti della Tabla anual.

### Qualifica allaCopa Argentina2026
Al momento non sono ancora stati definiti i criteri di qualificazione per le squadre di questa categoria alla Copa Argentina 2026.

## Squadre partecipanti
| Club                | Città               | Stadio                               |
| ------------------- | ------------------- | ------------------------------------ |
| Acassuso            | Boulogne Sur Mer    | Stadio La Quema                      |
| Argentino (M)       | Merlo               | Stadio di Merlo                      |
| Argentino (Q)       | Quilmes             | Stadio Argentino de Quilmes          |
| Brown (A)           | Adrogué             | Stadio Lorenzo Arandilla             |
| Comunicaciones      | Buenos Aires        | Stadio Alfredo Ramos                 |
| Dep. Armenio        | Ingeniero Maschwitz | Stadio Armenia                       |
| Dep. Laferrere      | Laferrere           | Stadio Ciudad de Laferrere           |
| Dep. Merlo          | Parque San Martín   | Stadio José Manuel Moreno            |
| Dock Sud            | Dock Sud            | Stadio de Los Inmigrantes            |
| Excursionistas      | Buenos Aires        | Stadio Excursionistas                |
| Fénix               | Buenos Aires        | Stadio Tres de Febrero               |
| Ferrocarril Midland | Libertad            | Stadio Ciudad de Libertad            |
| Flandria            | Jáuregui            | Stadio Carlos V                      |
| Liniers             | San Justo           | Stadio Juan Antonio Arias            |
| Real Pilar          | Pilar               | Stadio Carlos Barraza                |
| Sacachispas         | Buenos Aires        | Stadio Beto Larrosa                  |
| San Martín (B)      | Burzaco             | Stadio Francisco Boga                |
| Sp. Italiano        | Ciudad Evita        | Stadio República de Italia           |
| UAI Urquiza         | Villa Lynch         | Stadio Monumental de Villa Lynch     |
| Villa Dálmine       | Campana             | Stadio El Coliseo de Mitre y Puccini |
| Villa San Carlos    | Berisso             | Stadio Genacio Sálice                |

## Torneo Apertura
Il Torneo Apertura, svoltosi tra il 7 febbraio e il 22 giugno 2025, ha visto il Ferrocarril Midland classificarsi al 1° posto in classifica, ottenendo la qualificazione alla finale del campionato.

### Classifica
| Pos | Squadra             | Pt | G  | V  | N  | P  | GF | GS | DR  |
| --- | ------------------- | -- | -- | -- | -- | -- | -- | -- | --- |
| 1.  | Ferrocarril Midland | 40 | 20 | 11 | 7  | 2  | 24 | 5  | 19  |
| 2.  | Real Pilar          | 36 | 20 | 10 | 6  | 4  | 27 | 16 | 11  |
| 3.  | Argentino (M)       | 35 | 20 | 10 | 5  | 5  | 25 | 15 | 10  |
| 4.  | Acassuso            | 34 | 20 | 9  | 7  | 4  | 25 | 18 | 7   |
| 5.  | Excursionistas      | 32 | 20 | 9  | 5  | 6  | 21 | 16 | 5   |
| 6.  | Dock Sud            | 31 | 20 | 8  | 7  | 5  | 29 | 25 | 4   |
| 7.  | Villa San Carlos    | 30 | 20 | 9  | 3  | 8  | 24 | 28 | −4  |
| 8.  | Brown (A)           | 28 | 20 | 7  | 7  | 6  | 18 | 17 | 1   |
| 9.  | Dep. Merlo          | 28 | 20 | 7  | 7  | 6  | 16 | 17 | −1  |
| 10. | Liniers             | 27 | 20 | 8  | 3  | 9  | 27 | 22 | 5   |
| 11. | UAI Urquiza         | 26 | 20 | 5  | 11 | 4  | 16 | 18 | −2  |
| 12. | Comunicaciones      | 25 | 20 | 7  | 4  | 9  | 19 | 18 | 1   |
| 13. | Dep. Laferrere      | 24 | 20 | 5  | 9  | 6  | 21 | 20 | 1   |
| 14. | Argentino (Q)       | 24 | 20 | 5  | 9  | 6  | 21 | 24 | −3  |
| 15. | San Martín (B)      | 24 | 20 | 6  | 6  | 8  | 19 | 25 | −6  |
| 16. | Dep. Armenio        | 23 | 20 | 5  | 8  | 7  | 17 | 19 | −2  |
| 17. | Villa Dálmine       | 23 | 20 | 5  | 8  | 7  | 20 | 27 | −7  |
| 18. | Flandria            | 22 | 20 | 5  | 7  | 8  | 12 | 18 | −6  |
| 19. | Sp. Italiano        | 21 | 20 | 4  | 9  | 7  | 15 | 16 | −1  |
| 20. | Sacachispas         | 15 | 20 | 2  | 9  | 9  | 13 | 24 | −11 |
| 21. | Fénix               | 10 | 20 | 1  | 7  | 12 | 8  | 29 | −21 |

Legenda
      Squadra vincitrice del Torneo Apertura qualificata alla finale del campionato.
Note
Fonte: AFA
3 punti per la vittoria, 1 punto per il pareggio. A parità di punti valgono i seguenti criteri:
1a) Spareggio (solo per determinare la vincente del campionato o la squadra retrocessa);
1b) differenza reti;
2) gol fatti;
3) punti negli scontri diretti;
4) differenza reti negli scontri diretti;
5) gol fatti negli scontri diretti.

### Risultati
| Argentino de Merlo       | 1 - 2                    | Acassuso                 | 7.2.2025                 | UAI Urquiza            | 0 - 2                  | Flandria               | 14.2.2025              | Deportivo Armenio    | 1 - 1            | San Martín (B)      | 18.2.2025        |
| Deportivo Laferrere      | 1 - 2                    | Real Pilar               | 8.2.2025                 | Dock Sud               | 1 - 1                  | Liniers                | 14.2.2025              | Argentino de Quilmes | 0 - 0            | Sportivo Italiano   | 18.2.2025        |
| Flandria                 | 1 - 1                    | Sportivo Italiano        | 8.2.2025                 | Sportivo Italiano      | 0 - 0                  | Villa Dálmine          | 14.2.2025              | Villa Dálmine        | 0 - 1            | UAI Urquiza         | 18.2.2025        |
| Deportivo Armenio        | 3 - 0                    | Deportivo Merlo          | 8.2.2025                 | Ferrocarril Midland    | 2 - 0                  | Argentino de Quilmes   | 14.2.2025              | Flandria             | 0 - 1            | Real Pilar          | 18.2.2025        |
| San Martín (B)           | 0 - 0                    | Sacachispas              | 8.2.2025                 | Villa San Carlos       | 2 - 0                  | Deportivo Laferrere    | 15.2.2025              | Liniers              | 0 - 2            | Deportivo Merlo     | 18.2.2025        |
| Argentino de Quilmes     | 2 - 1                    | Excursionistas           | 9.2.2025                 | Real Pilar             | 5 - 1                  | Fénix                  | 15.2.2025              | Argentino de Merlo   | 1 - 2            | Ferrocarril Midland | 18.2.2025        |
| Villa Dálmine            | 0 - 0                    | Ferrocarril Midland      | 9.2.2025                 | Deportivo Merlo        | 0 - 2                  | Comunicaciones         | 15.2.2025              | Brown de Adrogué     | 2 - 0            | Excursionistas      | 18.2.2025        |
| Comunicaciones           | 2 - 1                    | Dock Sud                 | 9.2.2025                 | Excursionistas         | 0 - 0                  | Argentino de Merlo     | 15.2.2025              | Deportivo Laferrere  | 2 - 3            | Dock Sud            | 19.2.2025        |
| Fénix                    | 1 - 0                    | UAI Urquiza              | 9.2.2025                 | Sacachispas            | 1 - 1                  | Deportivo Armenio      | 15.2.2025              | Fénix                | 0 - 1            | Villa San Carlos    | 19.2.2025        |
| Liniers                  | 0 - 1                    | Villa San Carlos         | 9.2.2025                 | Acassuso               | 0 - 1                  | Brown de Adrogué       | 19.3.2025              | Comunicaciones       | 3 - 0            | Sacachispas         | 19.2.2025        |
| Riposa: Brown de Adrogué | Riposa: Brown de Adrogué | Riposa: Brown de Adrogué | Riposa: Brown de Adrogué | Riposa: San Martín (B) | Riposa: San Martín (B) | Riposa: San Martín (B) | Riposa: San Martín (B) | Riposa: Acassuso     | Riposa: Acassuso | Riposa: Acassuso    | Riposa: Acassuso |

| Excursionistas            | 1 - 1                     | Acassuso                  | 21.2.2025                 | Flandria               | 1 - 2                  | Dock Sud               | 1.3.2025               | Villa San Carlos       | 2 - 2                  | Argentino de Quilmes   | 8.3.2025               |
| Real Pilar                | 0 - 0                     | Villa Dálmine             | 22.2.2025                 | Argentino de Merlo     | 0 - 0                  | UAI Urquiza            | 1.3.2025               | Sportivo Italiano      | 0 - 1                  | Acassuso               | 8.3.2025               |
| Ferrocarril Midland       | 0 - 1                     | Brown de Adrogué          | 22.2.2025                 | Argentino de Quilmes   | 2 - 0                  | Real Pilar             | 1.3.2025               | UAI Urquiza            | 2 - 1                  | Brown de Adrogué       | 8.3.2025               |
| UAI Urquiza               | 2 - 2                     | Argentino de Quilmes      | 23.2.2025                 | Deportivo Laferrere    | 0 - 0                  | Sacachispas            | 1.3.2025               | Deportivo Merlo        | 0 - 0                  | Flandria               | 8.3.2025               |
| Villa San Carlos          | 2 - 1                     | Flandria                  | 23.2.2025                 | Fénix                  | 1 - 1                  | Deportivo Merlo        | 1.3.2025               | Real Pilar             | 3 - 1                  | Argentino de Merlo     | 8.3.2025               |
| Deportivo Merlo           | 1 - 1                     | Deportivo Laferrere       | 23.2.2025                 | Liniers                | 5 - 0                  | San Martín (B)         | 2.3.2025               | Deportivo Armenio      | 0 - 1                  | Liniers                | 9.3.2025               |
| Sportivo Italiano         | 0 - 0                     | Argentino de Merlo        | 23.2.2025                 | Villa Dálmine          | 3 - 2                  | Villa San Carlos       | 2.3.2025               | Dock Sud               | 1 - 1                  | Villa Dálmine          | 9.3.2025               |
| Dock Sud                  | 3 - 2                     | Fénix                     | 24.2.2025                 | Comunicaciones         | 0 - 1                  | Deportivo Armenio      | 4.3.2025               | Sacachispas            | 0 - 0                  | Fénix                  | 9.3.2025               |
| Sacachispas               | 1 - 3                     | Liniers                   | 24.2.2025                 | Acassuso               | 1 - 1                  | Ferrocarril Midland    | 16.4.2025              | San Martín (B)         | 1 - 1                  | Deportivo Laferrere    | 9.3.2025               |
| San Martín (B)            | 1 - 0                     | Comunicaciones            | 24.2.2025                 | Brown de Adrogué       | 0 - 0                  | Sportivo Italiano      | 23.4.2025              | Ferrocarril Midland    | 0 - 0                  | Excursionistas         | 9.3.2025               |
| Riposa: Deportivo Armenio | Riposa: Deportivo Armenio | Riposa: Deportivo Armenio | Riposa: Deportivo Armenio | Riposa: Excursionistas | Riposa: Excursionistas | Riposa: Excursionistas | Riposa: Excursionistas | Riposa: Comunicaciones | Riposa: Comunicaciones | Riposa: Comunicaciones | Riposa: Comunicaciones |

| Deportivo Laferrere         | 2 - 0                       | Deportivo Armenio           | 15.3.2025                   | Sacachispas       | 1 - 1           | Villa Dálmine        | 22.3.2025       | Argentino de Merlo        | 0 - 1                     | Deportivo Merlo           | 28.3.2025                 |
| Flandria                    | 1 - 0                       | Sacachispas                 | 15.3.2025                   | UAI Urquiza       | 1 - 2           | Excursionistas       | 22.3.2025       | Deportivo Laferrere       | 3 - 3                     | Liniers                   | 29.3.2025                 |
| Villa Dálmine               | 0 - 2                       | Deportivo Merlo             | 15.3.2025                   | Sportivo Italiano | 0 - 1           | Ferrocarril Midland  | 22.3.2025       | Fénix                     | 0 - 2                     | Comunicaciones            | 29.3.2025                 |
| Acassuso                    | 1 - 1                       | UAI Urquiza                 | 15.3.2025                   | Comunicaciones    | 2 - 2           | Deportivo Laferrere  | 22.3.2025       | Flandria                  | 0 - 1                     | Deportivo Armenio         | 29.3.2025                 |
| Excursionistas              | 2 - 0                       | Sportivo Italiano           | 15.3.2025                   | Real Pilar        | 2 - 0           | Acassuso             | 22.3.2025       | Villa Dálmine             | 1 - 1                     | San Martín (B)            | 29.3.2025                 |
| Brown de Adrogué            | 0 - 0                       | Real Pilar                  | 15.3.2025                   | Deportivo Merlo   | 1 - 0           | Argentino de Quilmes | 22.3.2025       | Argentino de Quilmes      | 1 - 1                     | Sacachispas               | 29.3.2025                 |
| Liniers                     | 2 - 0                       | Comunicaciones              | 16.3.2025                   | San Martín (B)    | 1 - 0           | Flandria             | 22.3.2025       | Acassuso                  | 2 - 1                     | Villa San Carlos          | 29.3.2025                 |
| Fénix                       | 1 - 2                       | San Martín (B)              | 17.3.2025                   | Deportivo Armenio | 1 - 1           | Fénix                | 23.3.2025       | Brown de Adrogué          | 1 - 1                     | Dock Sud                  | 30.3.2025                 |
| Argentino de Quilmes        | 2 - 1                       | Dock Sud                    | 17.3.2025                   | Dock Sud          | 1 - 2           | Argentino de Merlo   | 23.3.2025       | Excursionistas            | 0 - 0                     | Real Pilar                | 30.3.2025                 |
| Argentino de Merlo          | 1 - 0                       | Villa San Carlos            | 18.3.2025                   | Villa San Carlos  | 2 - 1           | Brown de Adrogué     | 23.3.2025       | Ferrocarril Midland       | 3 - 0                     | UAI Urquiza               | 30.3.2025                 |
| Riposa: Ferrocarril Midland | Riposa: Ferrocarril Midland | Riposa: Ferrocarril Midland | Riposa: Ferrocarril Midland | Riposa: Liniers   | Riposa: Liniers | Riposa: Liniers      | Riposa: Liniers | Riposa: Sportivo Italiano | Riposa: Sportivo Italiano | Riposa: Sportivo Italiano | Riposa: Sportivo Italiano |

| Comunicaciones              | 0 - 0                       | Flandria                    | 4.4.2025                    | Brown de Adrogué     | 0 - 3               | Sacachispas         | 12.4.2025           | Comunicaciones      | 1 - 2         | Argentino de Quilmes | 18.4.2025     |
| Liniers                     | 1 - 0                       | Fénix                       | 5.4.2025                    | Ferrocarril Midland  | 2 - 0               | Villa San Carlos    | 12.4.2025           | Deportivo Laferrere | 2 - 1         | Flandria             | 19.4.2025     |
| Deportivo Armenio           | 1 - 4                       | Villa Dálmine               | 5.4.2025                    | Acassuso             | 1 - 0               | Deportivo Merlo     | 12.4.2025           | Deportivo Armenio   | 0 - 0         | Argentino de Merlo   | 19.4.2025     |
| Villa San Carlos            | 2 - 1                       | Excursionistas              | 5.4.2025                    | Argentino de Quilmes | 1 - 1               | Deportivo Armenio   | 12.4.2025           | Dock Sud            | 1 - 1         | Ferrocarril Midland  | 19.4.2025     |
| Real Pilar                  | 0 - 1                       | Ferrocarril Midland         | 5.4.2025                    | Villa Dálmine        | 2 - 1               | Comunicaciones      | 12.4.2025           | Villa San Carlos    | 2 - 1         | Sportivo Italiano    | 19.4.2025     |
| San Martín (B)              | 2 - 0                       | Argentino de Quilmes        | 5.4.2025                    | Flandria             | 1 - 0               | Liniers             | 12.4.2025           | San Martín (B)      | 1 - 2         | Brown de Adrogué     | 19.4.2025     |
| Deportivo Merlo             | 0 - 1                       | Brown de Adrogué            | 5.4.2025                    | Sportivo Italiano    | 2 - 2               | Real Pilar          | 12.4.2025           | Real Pilar          | 2 - 2         | UAI Urquiza          | 20.4.2025     |
| UAI Urquiza                 | 0 - 0                       | Sportivo Italiano           | 6.4.2025                    | Excursionistas       | 1 - 1               | Dock Sud            | 12.4.2025           | Liniers             | 4 - 0         | Villa Dálmine        | 20.4.2025     |
| Dock Sud                    | 3 - 1                       | Acassuso                    | 7.4.2025                    | Fénix                | 0 - 0               | Deportivo Laferrere | 13.4.2025           | Deportivo Merlo     | 3 - 2         | Excursionistas       | 20.4.2025     |
| Sacachispas                 | 1 - 2                       | Argentino de Merlo          | 8.4.2025                    | Argentino de Merlo   | 2 - 0               | San Martín (B)      | 13.4.2025           | Sacachispas         | 1 - 1         | Acassuso             | 22.4.2025     |
| Riposa: Deportivo Laferrere | Riposa: Deportivo Laferrere | Riposa: Deportivo Laferrere | Riposa: Deportivo Laferrere | Riposa: UAI Urquiza  | Riposa: UAI Urquiza | Riposa: UAI Urquiza | Riposa: UAI Urquiza | Riposa: Fénix       | Riposa: Fénix | Riposa: Fénix        | Riposa: Fénix |

| Excursionistas       | 3 - 1              | Sacachispas         | 25.4.2025          | Deportivo Laferrere | 0 - 0            | Argentino de Quilmes | 3.5.2025         | Excursionistas           | 1 - 0                    | Deportivo Armenio        | 9.5.2025                 |
| Argentino de Merlo   | 1 - 1              | Comunicaciones      | 25.4.2025          | Deportivo Armenio   | 0 - 3            | Acassuso             | 3.5.2025         | Real Pilar               | 3 - 1                    | Dock Sud                 | 10.5.2025                |
| Argentino de Quilmes | 1 - 1              | Liniers             | 26.4.2025          | San Martín (B)      | 0 - 1            | Excursionistas       | 3.5.2025         | Brown de Adrogué         | 0 - 1                    | Liniers                  | 10.5.2025                |
| Flandria             | 2 - 0              | Fénix               | 26.4.2025          | Villa San Carlos    | 1 - 2            | Real Pilar           | 3.5.2025         | Argentino de Merlo       | 0 - 2                    | Deportivo Laferrere      | 10.5.2025                |
| Ferrocarril Midland  | 0 - 0              | Deportivo Merlo     | 26.4.2025          | Deportivo Merlo     | 1 - 2            | Sportivo Italiano    | 3.5.2025         | Acassuso                 | 0 - 0                    | Comunicaciones           | 10.5.2025                |
| Villa Dálmine        | 2 - 0              | Deportivo Laferrere | 27.4.2025          | Liniers             | 1 - 3            | Argentino de Merlo   | 4.5.2025         | Sportivo Italiano        | 2 - 0                    | Sacachispas              | 10.5.2025                |
| Brown de Adrogué     | 1 - 1              | Deportivo Armenio   | 27.4.2025          | Comunicaciones      | 2 - 0            | Brown de Adrogué     | 4.5.2025         | UAI Urquiza              | 1 - 1                    | Deportivo Merlo          | 10.5.2025                |
| UAI Urquiza          | 1 - 1              | Villa San Carlos    | 27.4.2025          | Dock Sud            | 0 - 0            | UAI Urquiza          | 4.5.2025         | Villa Dálmine            | 1 - 1                    | Flandria                 | 10.5.2025                |
| Acassuso             | 1 - 2              | San Martín (B)      | 28.4.2025          | Fénix               | 1 - 1            | Villa Dálmine        | 5.5.2025         | Argentino de Quilmes     | 3 - 0                    | Fénix                    | 11.5.2025                |
| Sportivo Italiano    | 0 - 1              | Dock Sud            | 29.4.2025          | Sacachispas         | 0 - 0            | Ferrocarril Midland  | 6.5.2025         | Ferrocarril Midland      | 2 - 0                    | San Martín (B)           | 11.5.2025                |
| Riposa: Real Pilar   | Riposa: Real Pilar | Riposa: Real Pilar  | Riposa: Real Pilar | Riposa: Flandria    | Riposa: Flandria | Riposa: Flandria     | Riposa: Flandria | Riposa: Villa San Carlos | Riposa: Villa San Carlos | Riposa: Villa San Carlos | Riposa: Villa San Carlos |

| Deportivo Armenio     | 1 - 0                 | Ferrocarril Midland   | 18.5.2025             | Real Pilar           | 2 - 0            | Sacachispas         | 23.5.2025        | San Martín (B)               | 0 - 0                        | Real Pilar                   | 30.5.2025                    |
| Deportivo Merlo       | 1 - 0                 | Real Pilar            | 18.5.2025             | Acassuso             | 1 - 0            | Deportivo Laferrere | 24.5.2025        | Deportivo Merlo              | 0 - 0                        | Dock Sud                     | 31.5.2025                    |
| Liniers               | 1 - 2                 | Acassuso              | 19.5.2025             | Villa San Carlos     | 1 - 1            | Deportivo Merlo     | 24.5.2025        | Sacachispas                  | 0 - 1                        | Villa San Carlos             | 31.5.2025                    |
| Fénix                 | 0 - 2                 | Argentino de Merlo    | 19.5.2025             | UAI Urquiza          | 2 - 1            | San Martín (B)      | 24.5.2025        | Villa Dálmine                | 0 - 2                        | Argentino de Merlo           | 31.5.2025                    |
| Flandria              | 0 - 0                 | Argentino de Quilmes  | 20.5.2025             | Argentino de Quilmes | 0 - 2            | Villa Dálmine       | 24.5.2025        | Flandria                     | 1 - 1                        | Brown de Adrogué             | 31.5.2025                    |
| Deportivo Laferrere   | 0 - 0                 | Brown de Adrogué      | 20.5.2025             | Ferrocarril Midland  | 3 - 0            | Comunicaciones      | 24.5.2025        | Liniers                      | 0 - 2                        | Ferrocarril Midland          | 31.5.2025                    |
| San Martín (B)        | 1 - 1                 | Sportivo Italiano     | 20.5.2025             | Brown de Adrogué     | 2 - 0            | Fénix               | 25.5.2025        | Comunicaciones               | 1 - 0                        | Sportivo Italiano            | 31.5.2025                    |
| Dock Sud              | 3 - 1                 | Villa San Carlos      | 20.5.2025             | Argentino de Merlo   | 3 - 0            | Flandria            | 25.5.2025        | Deportivo Armenio            | 0 - 0                        | UAI Urquiza                  | 31.5.2025                    |
| Comunicaciones        | 0 - 1                 | Excursionistas        | 21.5.2025             | Sportivo Italiano    | 1 - 1            | Deportivo Armenio   | 11.6.2025        | Deportivo Laferrere          | 2 - 0                        | Excursionistas               | 1.6.2025                     |
| Sacachispas           | 1 - 1                 | UAI Urquiza           | 4.6.2025              | Excursionistas       | 1 - 0            | Liniers             | 11.6.2025        | Fénix                        | 0 - 0                        | Acassuso                     | 2.6.2025                     |
| Riposa: Villa Dálmine | Riposa: Villa Dálmine | Riposa: Villa Dálmine | Riposa: Villa Dálmine | Riposa: Dock Sud     | Riposa: Dock Sud | Riposa: Dock Sud    | Riposa: Dock Sud | Riposa: Argentino de Quilmes | Riposa: Argentino de Quilmes | Riposa: Argentino de Quilmes | Riposa: Argentino de Quilmes |

| Brown de Adrogué        | 4 - 1                   | Villa Dálmine           | 7.6.2025                | Villa Dálmine              | 1 - 2                      | Acassuso                   | 14.6.2025                  | Excursionistas      | 3 - 0               | Villa Dálmine        | 20.6.2025           |
| Dock Sud                | 2 - 0                   | Sacachispas             | 7.6.2025                | Argentino de Quilmes       | 0 - 0                      | Brown de Adrogué           | 14.6.2025                  | Real Pilar          | 1 - 3               | Liniers              | 21.6.2025           |
| Villa San Carlos        | 2 - 1                   | San Martín (B)          | 7.6.2025                | San Martín (B)             | 4 - 2                      | Dock Sud                   | 14.6.2025                  | Ferrocarril Midland | 2 - 0               | Flandria             | 21.6.2025           |
| Sportivo Italiano       | 2 - 0                   | Liniers                 | 7.6.2025                | Liniers                    | 0 - 1                      | UAI Urquiza                | 14.6.2025                  | Brown de Adrogué    | 0 - 2               | Argentino de Merlo   | 21.6.2025           |
| Excursionistas          | 1 - 0                   | Fénix                   | 7.6.2025                | Flandria                   | 1 - 0                      | Excursionistas             | 14.6.2025                  | Acassuso            | 5 - 2               | Argentino de Quilmes | 21.6.2025           |
| Acassuso                | 0 - 0                   | Flandria                | 7.6.2025                | Fénix                      | 0 - 0                      | Ferrocarril Midland        | 15.6.2025                  | Sportivo Italiano   | 2 - 0               | Fénix                | 21.6.2025           |
| Argentino de Merlo      | 2 - 1                   | Argentino de Quilmes    | 7.6.2025                | Comunicaciones             | 0 - 1                      | Real Pilar                 | 15.6.2025                  | UAI Urquiza         | 0 - 0               | Deportivo Laferrere  | 21.6.2025           |
| Real Pilar              | 1 - 0                   | Deportivo Armenio       | 7.6.2025                | Deportivo Laferrere        | 2 - 1                      | Sportivo Italiano          | 15.6.2025                  | Villa San Carlos    | 0 - 2               | Comunicaciones       | 21.6.2025           |
| UAI Urquiza             | 1 - 0                   | Comunicaciones          | 8.6.2025                | Deportivo Armenio          | 4 - 0                      | Villa San Carlos           | 16.6.2025                  | Dock Sud            | 1 - 0               | Deportivo Armenio    | 21.6.2025           |
| Ferrocarril Midland     | 2 - 0                   | Deportivo Laferrere     | 8.6.2025                | Sacachispas                | 2 - 0                      | Deportivo Merlo            | 16.6.2025                  | Deportivo Merlo     | 1 - 0               | San Martín (B)       | 22.6.2025           |
| Riposa: Deportivo Merlo | Riposa: Deportivo Merlo | Riposa: Deportivo Merlo | Riposa: Deportivo Merlo | Riposa: Argentino de Merlo | Riposa: Argentino de Merlo | Riposa: Argentino de Merlo | Riposa: Argentino de Merlo | Riposa: Sacachispas | Riposa: Sacachispas | Riposa: Sacachispas  | Riposa: Sacachispas |

## Torneo Clausura

### Classifica
Dati aggiornati al 19 agosto 2025.
| Pos | Squadra                 | Pt | G | V | N | P | GF | GS | DR |
| --- | ----------------------- | -- | - | - | - | - | -- | -- | -- |
| 1.  | Ferrocarril Midland (A) | 19 | 8 | 6 | 1 | 1 | 12 | 4  | 8  |
| 2.  | Acassuso                | 15 | 8 | 4 | 3 | 1 | 14 | 10 | 4  |
| 3.  | Villa San Carlos        | 15 | 9 | 4 | 3 | 2 | 13 | 11 | 2  |
| 4.  | Dep. Laferrere          | 15 | 9 | 4 | 3 | 2 | 12 | 10 | 2  |
| 5.  | Dep. Armenio            | 14 | 8 | 3 | 5 | 0 | 7  | 2  | 5  |
| 6.  | Flandria                | 14 | 9 | 3 | 5 | 1 | 7  | 4  | 3  |
| 7.  | Brown (A)               | 14 | 8 | 4 | 2 | 2 | 12 | 10 | 2  |
| 8.  | Sp. Italiano            | 13 | 8 | 4 | 1 | 3 | 12 | 9  | 3  |
| 9.  | Sacachispas             | 13 | 9 | 3 | 4 | 2 | 10 | 8  | 2  |
| 10. | Real Pilar              | 13 | 9 | 3 | 4 | 2 | 8  | 6  | 2  |
| 11. | San Martín (B)          | 11 | 8 | 2 | 5 | 1 | 8  | 6  | 2  |
| 12. | Argentino (Q)           | 10 | 9 | 2 | 4 | 3 | 11 | 12 | −1 |
| 13. | Excursionistas          | 10 | 8 | 3 | 1 | 4 | 10 | 12 | −2 |
| 14. | Comunicaciones          | 9  | 8 | 2 | 3 | 3 | 8  | 10 | −2 |
| 15. | Villa Dálmine           | 9  | 9 | 2 | 3 | 4 | 5  | 8  | −3 |
| 16. | Argentino (M)           | 8  | 8 | 2 | 2 | 4 | 7  | 9  | −2 |
| 17. | UAI Urquiza             | 7  | 9 | 1 | 4 | 4 | 5  | 10 | −5 |
| 18. | Fénix                   | 7  | 9 | 1 | 4 | 4 | 6  | 12 | −6 |
| 19. | Liniers                 | 6  | 8 | 1 | 3 | 4 | 7  | 10 | −3 |
| 20. | Dep. Merlo              | 6  | 8 | 1 | 3 | 4 | 5  | 10 | −5 |
| 21. | Dock Sud                | 6  | 9 | 1 | 3 | 5 | 5  | 11 | −6 |

Legenda
      Squadra vincitrice del Torneo Clausura qualificata alla finale del campionato.
Note
Fonte: AFA
3 punti per la vittoria, 1 punto per il pareggio. A parità di punti valgono i seguenti criteri:
1a) Spareggio (solo per determinare la vincente del campionato o la squadra retrocessa);
1b) differenza reti;
2) gol fatti;
3) punti negli scontri diretti;
4) differenza reti negli scontri diretti;
5) gol fatti negli scontri diretti.

### Risultati
Dati aggiornati al 19 agosto 2025.
| Sportivo Italiano        | 0 - 2                    | Flandria                 | 28.6.2025                | Deportivo Laferrere    | 0 - 1                  | Villa San Carlos       | 4.7.2025               | Deportivo Merlo     | 0 - 1            | Liniers              | 8.7.2025         |
| Acassuso                 | 2 - 1                    | Argentino de Merlo       | 28.6.2025                | Argentino de Merlo     | 2 - 1                  | Excursionistas         | 5.7.2025               | Real Pilar          | 0 - 0            | Flandria             | 9.7.2025         |
| Villa San Carlos         | 2 - 1                    | Liniers                  | 28.6.2025                | Brown de Adrogué       | 1 - 1                  | Acassuso               | 5.7.2025               | Sacachispas         | 2 - 3            | Comunicaciones       | 9.7.2025         |
| Deportivo Merlo          | 0 - 1                    | Deportivo Armenio        | 28.6.2025                | Deportivo Armenio      | 0 - 0                  | Sacachispas            | 5.7.2025               | Dock Sud            | 0 - 1            | Deportivo Laferrere  | 9.7.2025         |
| Excursionistas           | 1 - 2                    | Argentino de Quilmes     | 28.6.2025                | Comunicaciones         | 1 - 2                  | Deportivo Merlo        | 5.7.2025               | Villa San Carlos    | 2 - 2            | Fénix                | 9.7.2025         |
| Real Pilar               | 1 - 1                    | Deportivo Laferrere      | 28.6.2025                | Liniers                | 1 - 2                  | Dock Sud               | 5.7.2025               | UAI Urquiza         | 1 - 0            | Villa Dálmine        | 9.7.2025         |
| Ferrocarril Midland      | 2 - 0                    | Villa Dálmine            | 29.6.2025                | Fénix                  | 0 - 2                  | Real Pilar             | 5.7.2025               | Sportivo Italiano   | 3 - 1            | Argentino de Quilmes | 9.7.2025         |
| UAI Urquiza              | 1 - 1                    | Fénix                    | 29.6.2025                | Flandria               | 1 - 0                  | UAI Urquiza            | 5.7.2025               | San Martín (B)      | 1 - 1            | Deportivo Armenio    | 9.7.2025         |
| Dock Sud                 | 0 - 0                    | Comunicaciones           | 29.6.2025                | Villa Dálmine          | 0 - 1                  | Sportivo Italiano      | 5.7.2025               | Excursionistas      | 0 - 2            | Brown de Adrogué     | 9.7.2025         |
| Sacachispas              | 1 - 1                    | San Martín (B)           | 29.6.2025                | Argentino de Quilmes   | 0 - 0                  | Ferrocarril Midland    | 5.7.2025               | Ferrocarril Midland | 2 - 1            | Argentino de Merlo   | 9.7.2025         |
| Riposa: Brown de Adrogué | Riposa: Brown de Adrogué | Riposa: Brown de Adrogué | Riposa: Brown de Adrogué | Riposa: San Martín (B) | Riposa: San Martín (B) | Riposa: San Martín (B) | Riposa: San Martín (B) | Riposa: Acassuso    | Riposa: Acassuso | Riposa: Acassuso     | Riposa: Acassuso |

| Deportivo Laferrere       | 2 - 2                     | Deportivo Merlo           | 12.7.2025                 | Sportivo Italiano      | 4 - 0                  | Brown de Adrogué       | 19.7.2025              | Excursionistas         | 1 - 0                  | Ferrocarril Midland    | 25.7.2025              |
| Brown de Adrogué          | 1 - 2                     | Ferrocarril Midland       | 13.7.2025                 | UAI Urquiza            | 0 - 0                  | Argentino de Merlo     | 19.7.2025              | Brown de Adrogué       | 3 - 1                  | UAI Urquiza            | 26.7.2025              |
| Liniers                   | 0 - 1                     | Sacachispas               | 13.7.2025                 | Real Pilar             | 1 - 0                  | Argentino de Quilmes   | 19.7.2025              | Acassuso               | 2 - 1                  | Sportivo Italiano      | 26.7.2025              |
| Villa Dálmine             | 1 - 1                     | Real Pilar                | 13.7.2025                 | Villa San Carlos       | 2 - 2                  | Villa Dálmine          | 19.7.2025              | Liniers                | 0 - 0                  | Deportivo Armenio      | 26.7.2025              |
| Flandria                  | 0 - 1                     | Villa San Carlos          | 13.7.2025                 | Deportivo Merlo        | 0 - 1                  | Fénix                  | 19.7.2025              | Flandria               | 1 - 1                  | Deportivo Merlo        | 26.7.2025              |
| Argentino de Quilmes      | 2 - 2                     | UAI Urquiza               | 13.7.2025                 | Deportivo Armenio      | 3 - 0                  | Comunicaciones         | 19.7.2025              | Villa Dálmine          | 1 - 0                  | Dock Sud               | 26.7.2025              |
| Acassuso                  | 3 - 3                     | Excursionistas            | 13.7.2025                 | San Martín (B)         | 0 - 0                  | Liniers                | 19.7.2025              | Argentino de Quilmes   | 1 - 1                  | Villa San Carlos       | 26.7.2025              |
| Argentino de Merlo        | 1 - 1                     | Sportivo Italiano         | 13.7.2025                 | Ferrocarril Midland    | 2 - 1                  | Acassuso               | 20.7.2025              | Argentino de Merlo     | 0 - 1                  | Real Pilar             | 26.7.2025              |
| Fénix                     | 1 - 1                     | Dock Sud                  | 13.7.2025                 | Dock Sud               | 0 - 1                  | Flandria               | 21.7.2025              | Deportivo Laferrere    | 2 - 1                  | San Martín (B)         | 27.7.2025              |
| Comunicaciones            | 0 - 0                     | San Martín (B)            | 14.7.2025                 | Sacachispas            | 2 - 1                  | Deportivo Laferrere    | 21.7.2025              | Fénix                  | 0 - 0                  | Sacachispas            | 27.7.2025              |
| Riposa: Deportivo Armenio | Riposa: Deportivo Armenio | Riposa: Deportivo Armenio | Riposa: Deportivo Armenio | Riposa: Excursionistas | Riposa: Excursionistas | Riposa: Excursionistas | Riposa: Excursionistas | Riposa: Comunicaciones | Riposa: Comunicaciones | Riposa: Comunicaciones | Riposa: Comunicaciones |

| Sacachispas                 | 1 - 1                       | Flandria                    | 2.8.2025                    | Acassuso             | 1 - 0           | Real Pilar        | 8.8.2025        | Sacachispas               | 3 - 1                     | Argentino de Quilmes      | 15.8.2025                 |
| Real Pilar                  | 1 - 1                       | Brown de Adrogué            | 2.8.2025                    | Ferrocarril Midland  | 2 - 0           | Sportivo Italiano | 8.8.2025        | Deportivo Armenio         | 0 - 0                     | Flandria                  | 16.8.2025                 |
| UAI Urquiza                 | 0 - 0                       | Acassuso                    | 2.8.2025                    | Deportivo Laferrere  | 1 - 0           | Comunicaciones    | 9.8.2025        | Liniers                   | 2 - 3                     | Deportivo Laferrere       | 16.8.2025                 |
| Villa San Carlos            | 2 - 0                       | Argentino de Merlo          | 2.8.2025                    | Brown de Adrogué     | 1 - 0           | Villa San Carlos  | 9.8.2025        | Villa San Carlos          | 2 - 4                     | Acassuso                  | 16.8.2025                 |
| Sportivo Italiano           | 2 - 1                       | Excursionistas              | 2.8.2025                    | Flandria             | 1 - 1           | San Martín (B)    | 9.8.2025        | Real Pilar                | 1 - 2                     | Excursionistas            | 16.8.2025                 |
| Dock Sud                    | 1 - 1                       | Argentino de Quilmes        | 2.8.2025                    | Argentino de Quilmes | 3 - 0           | Deportivo Merlo   | 9.8.2025        | San Martín (B)            | 1 - 0                     | Villa Dálmine             | 16.8.2025                 |
| Deportivo Armenio           | 1 - 1                       | Deportivo Laferrere         | 2.8.2025                    | Excursionistas       | 1 - 0           | UAI Urquiza       | 9.8.2025        | Dock Sud                  | 1 - 3                     | Brown de Adrogué          | 17.8.2025                 |
| San Martín (B)              | 3 - 1                       | Fénix                       | 2.8.2025                    | Villa Dálmine        | 1 - 0           | Sacachispas       | 10.8.2025       | Comunicaciones            | 2 - 0                     | Fénix                     | 17.8.2025                 |
| Comunicaciones              | 2 - 2                       | Liniers                     | 2.8.2025                    | Fénix                | 0 - 1           | Deportivo Armenio | 10.8.2025       | UAI Urquiza               | 0 - 2                     | Ferrocarril Midland       | 17.8.2025                 |
| Deportivo Merlo             | 0 - 0                       | Villa Dálmine               | 3.8.2025                    | Argentino de Merlo   | 2 - 0           | Dock Sud          | 10.8.2025       | Deportivo Merlo           | 2 - 2                     | Argentino de Merlo        | 18.8.2025                 |
| Riposa: Ferrocarril Midland | Riposa: Ferrocarril Midland | Riposa: Ferrocarril Midland | Riposa: Ferrocarril Midland | Riposa: Liniers      | Riposa: Liniers | Riposa: Liniers   | Riposa: Liniers | Riposa: Sportivo Italiano | Riposa: Sportivo Italiano | Riposa: Sportivo Italiano | Riposa: Sportivo Italiano |

| Sportivo Italiano           |                             | UAI Urquiza                 | 22.8.2025                   |         |         |         |         |         |         |         |         |
| Argentino de Quilmes        |                             | San Martín (B)              | 22.8.2025                   |         |         |         |         |         |         |         |         |
| Excursionistas              |                             | Villa San Carlos            | 22.8.2025                   |         |         |         |         |         |         |         |         |
| Brown de Adrogué            |                             | Deportivo Merlo             | 23.8.2025                   |         |         |         |         |         |         |         |         |
| Villa Dálmine               |                             | Deportivo Armenio           | 23.8.2025                   |         |         |         |         |         |         |         |         |
| Acassuso                    |                             | Dock Sud                    | 23.8.2025                   |         |         |         |         |         |         |         |         |
| Flandria                    |                             | Comunicaciones              | 23.8.2025                   |         |         |         |         |         |         |         |         |
| Ferrocarril Midland         |                             | Real Pilar                  | 23.8.2025                   |         |         |         |         |         |         |         |         |
| Argentino de Merlo          |                             | Sacachispas                 | 24.8.2025                   |         |         |         |         |         |         |         |         |
| Fénix                       |                             | Liniers                     | 24.8.2025                   |         |         |         |         |         |         |         |         |
| Riposa: Deportivo Laferrere | Riposa: Deportivo Laferrere | Riposa: Deportivo Laferrere | Riposa: Deportivo Laferrere | Riposa: | Riposa: | Riposa: | Riposa: | Riposa: | Riposa: | Riposa: | Riposa: |

## Tabla anual
La Tabla anual tiene conto dei punti ottenuti da ogni squadra in entrambi i tornei Apertura e Clausura. Tale classifica ha la funzione di determinare le squadre qualificate al Torneo reducido e le due squadre retrocesse in Primera C.
Dati aggiornati al 19 agosto 2025.
| Pos | Squadra                 | Pt | G  | V  | N  | P  | GF | GS | DR  |
| --- | ----------------------- | -- | -- | -- | -- | -- | -- | -- | --- |
| 1.  | Ferrocarril Midland (A) | 59 | 28 | 17 | 8  | 3  | 36 | 9  | 27  |
| 2.  | Real Pilar              | 49 | 29 | 13 | 10 | 6  | 35 | 22 | 13  |
| 3.  | Acassuso                | 49 | 28 | 13 | 10 | 5  | 39 | 28 | 11  |
| 4.  | Villa San Carlos        | 45 | 29 | 13 | 6  | 10 | 37 | 39 | −2  |
| 5.  | Argentino (M)           | 43 | 28 | 12 | 7  | 9  | 32 | 24 | 8   |
| 6.  | Excursionistas          | 42 | 28 | 12 | 6  | 10 | 31 | 28 | 3   |
| 7.  | Brown (A)               | 42 | 28 | 11 | 9  | 8  | 30 | 27 | 3   |
| 8.  | Dep. Laferrere          | 39 | 29 | 9  | 12 | 8  | 33 | 30 | 3   |
| 9.  | Dep. Armenio            | 37 | 28 | 8  | 13 | 7  | 24 | 21 | 3   |
| 10. | Dock Sud                | 37 | 29 | 9  | 10 | 10 | 34 | 36 | −2  |
| 11. | Flandria                | 36 | 29 | 8  | 12 | 9  | 19 | 22 | −3  |
| 12. | San Martín (B)          | 35 | 28 | 8  | 11 | 9  | 27 | 31 | −4  |
| 13. | Sp. Italiano            | 34 | 28 | 8  | 10 | 10 | 27 | 25 | 2   |
| 14. | Comunicaciones          | 34 | 28 | 9  | 7  | 12 | 27 | 28 | −1  |
| 15. | Argentino (Q)           | 34 | 29 | 7  | 13 | 9  | 32 | 36 | −4  |
| 16. | Dep. Merlo              | 34 | 28 | 8  | 10 | 10 | 21 | 27 | −6  |
| 17. | Liniers                 | 33 | 28 | 9  | 6  | 13 | 34 | 32 | 2   |
| 18. | UAI Urquiza             | 33 | 29 | 6  | 15 | 8  | 21 | 28 | −7  |
| 19. | Villa Dálmine           | 32 | 29 | 7  | 11 | 11 | 25 | 35 | −10 |
| 20. | Sacachispas             | 28 | 29 | 5  | 13 | 11 | 23 | 32 | −9  |
| 21. | Fénix                   | 17 | 29 | 2  | 11 | 16 | 14 | 41 | −27 |

Legenda
      Squadra vincitrice del Torneo Apertura e qualificata alla finale del campionato.
      Squadre qualificate alla prima fase del Torneo reducido.
      Squadre retrocesse in Primera C.
Note
Fonte: AFA
3 punti per la vittoria, 1 punto per il pareggio. A parità di punti valgono i seguenti criteri:
1a) Spareggio (solo per determinare la vincente del campionato o la squadra retrocessa);
1b) differenza reti; 2
2) gol fatti;
3) punti negli scontri diretti;
4) differenza reti negli scontri diretti;
5) gol fatti negli scontri diretti.

## Statistiche
Dati aggiornati al 11 agosto 2025.

### Classifica marcatori
| Gol |  |  | Giocatore           | Squadra          |
| --- |  |  | ------------------- | ---------------- |
| 14  |  |  | Juan Pablo Zárate   | Excursionistas   |
| 11  |  |  | Elías Torancio      | Argentino (Q)    |
| 11  |  |  | Federico Sellecchia | Villa Dálmine    |
| 9   |  |  | Marcos Riquelme     | Real Pilar       |
| 8   |  |  | Emanuel Zagert      | Villa San Carlos |
| 8   |  |  | Emiliano Mozzone    | Sp. Italiano     |
| 8   |  |  | Jonathan Cañete     | Brown (A)        |
| 8   |  |  | Mauro Molina        | Dock Sud         |
| 8   |  |  | Nicolás Meaurio     | Dock Sud         |